# Everything Is Green
Everything Is Green är The Essex Greens debutalbum, utgivet 1999.

## Låtlista
1. "Primrose"
2. "The Playground"
3. "Mrs. Bean"
4. "Tinker"
5. "Everything Is Green"
6. "Sixties"
7. "Saturday"
8. "Grass"
9. "Big Green Tree"
10. "Carballo"